# Campeonato salvadoreño 1986-87
El Campeonato Salvadoreño 1986-87 fue la trigésima sexta edición de la Primera División. El torneo estaba programado para finalizar en diciembre de 1986, pero el terremoto de San Salvador de 10 de octubre de ese año pospuso la ronda final hasta los primeros meses de 1987. 
La final se jugó el 22 de febrero en el Estadio Cuscatlán de San Salvador, entre el Águila y el Alianza. El conjunto de Alianza ganó tras los penales y se coronó campeón por tercera vez en la competición después de 20 años. Como campeón del torneo, el equipo capitalino jugó la Copa de Campeones de la Concacaf 1987. 

## Formato de competición
La competición se desarrolla en tres fases:  
- Fase regular: Se integra por las 33 jornadas del torneo.
- Fase cuadrangular: 6 jornadas de campeonato entre los cuatro mejores equipos.
- Final: Único enfrentamiento entre los dos ganadores de las fases anteriores.

### Fase regular
En la fase de clasificación se observó el sistema de puntos. La ubicación en la tabla general, está sujeta a las siguientes condiciones:
- Por juego ganado se obtendrán dos puntos.
- Por juego empatado se obtendrá un punto.
- Por juego perdido no se otorgan puntos.

En esta fase participan los 12 clubes de la Primera División jugando en cada torneo todos contra todos durante las 33 jornadas respectivas, a tres ruedas.
El orden de los clubes al final de la fase de calificación del torneo corresponderá a la suma de los puntos obtenidos por cada uno de ellos y se presentará en forma descendente. Si al finalizar las 33 jornadas del torneo, dos o más clubes estuviesen empatados en puntos, su posición en la tabla general será determinada atendiendo a los siguientes criterios de desempate:
1. Mejor diferencia entre los goles anotados y recibidos y goles.
2. Mayor número de goles anotados.
3. Marcadores particulares entre los clubes empatados.
4. Mayor número de goles anotados como visitante.
5. Mejor ubicado en la tabla general de cociente
6. Tabla Fair Play
7. Sorteo.

### Fase cuadrangular
Los cuatro primeros clasificados después de las 33 jornadas se distribuirán en una sola cuadrangular donde el primero irá a la final

### Final
El equipo ganador de la fase regular y de la fase cuadrangular, se enfrentan en la final a partido único, así definir al campeón del semestre, que obtendrá el título de campeón del fútbol salvadoreño.
El partido final tuvo lugar en el monumental Estadio Cuscatlan y contó con la asistencia de 52,848 aficionados, el recinto fue insuficiente y mucha gente quedó sin poder adquirir un boleto.
Cabe destacar que Alianza y Águila son los equipos con mayor afición del país.

## Equipos participantes
| Club                        | Ciudad       | Departamento | Estadio                |
| --------------------------- | ------------ | ------------ | ---------------------- |
| Acajutla                    | Acajutla     | Sonsonate    | CEPA                   |
| Águila                      | San Miguel   | San Miguel   | Juan Francisco Barraza |
| Alianza                     | San Salvador | San Salvador | Cuscatlán              |
| Atlético Marte              | San Salvador | San Salvador | Cuscatlán              |
| Chalatenango                | Chalatenango | Chalatenango | José Gregorio Martínez |
| FAS                         | Santa Ana    | Santa Ana    | Óscar Alberto Quiteño  |
| Luis Ángel Firpo            | Usulután     | Usulután     | Sergio Torres Rivera   |
| Metapán                     | Metapán      | Santa Ana    | Desconocido            |
| 11 Lobos                    | Chalchuapa   | Santa Ana    | 11 Lobos               |
| Soyapango                   | Soyapango    | San Salvador | Jorgito Meléndez       |
| Universidad Centroamericana | San Salvador | San Salvador | Desconocido            |
| Universidad de El Salvador  | San Salvador | San Salvador | Flor Blanca            |

### Equipos por departamento
| Departamento | N.º | Equipos                                                                                     |
| ------------ | --- | ------------------------------------------------------------------------------------------- |
| San Salvador | 5   | Alianza, Atlético Marte, Soyapango, Universidad Centroamericana, Universidad de El Salvador |
| Santa Ana    | 3   | FAS, Metapán, 11 Lobos                                                                      |
| Chalatenango | 1   | Chalatenango                                                                                |
| San Miguel   | 1   | Águila                                                                                      |
| Sonsonate    | 1   | Acajutla                                                                                    |
| Usulután     | 1   | Luis Ángel Firpo                                                                            |

## Fase regular

### Tabla de posiciones
| Pos.            | Equipos                     | PJ  | PG  | PE  | PP  | GF  | GC  | Dif. | Pts. |
| --------------- | --------------------------- | --- | --- | --- | --- | --- | --- | ---- | ---- |
| 1.              | Águila                      | 33  | 16  | 13  | 4   | 48  | 17  | +31  | 45   |
| 2.              | 11 Lobos                    | 33  | 13  | 15  | 5   | 43  | 28  | +15  | 41   |
| 3.              | Atlético Marte              | 33  | 14  | 12  | 7   | 40  | 27  | +13  | 40   |
| 4.              | Alianza                     | 33  | 13  | 12  | 8   | 38  | 27  | +11  | 38   |
| 5.              | Luis Ángel Firpo            | 33  | 13  | 12  | 8   | 33  | 24  | +9   | 38   |
| 6.              | FAS                         | 33  | 10  | 13  | 10  | 36  | 28  | +8   | 33   |
| 7.              | Chalatenango                | 33  | 8   | 16  | 9   | 32  | 35  | -3   | 32   |
| 8.              | Metapán                     | 33  | 9   | 12  | 12  | 33  | 35  | -2   | 30   |
| 9.              | Acajutla                    | 33  | 9   | 11  | 13  | 25  | 32  | -7   | 29   |
| 10.             | Universidad de El Salvador  | 33  | 6   | 16  | 11  | 25  | 36  | -11  | 28   |
| 11.             | Soyapango                   | 33  | 7   | 11  | 15  | 33  | 53  | -20  | 25   |
| 12.             | Universidad Centroamericana | 33  | 3   | 11  | 19  | 21  | 65  | -44  | 17   |
| Equipos 1986-87 | Equipos 1986-87             | 396 | 121 | 154 | 121 | 407 | 407 | 0    | 396  |

|  | |
|  | Clasifica a la cuadrangular, Derecho de jugar un partido final en caso de no ganar la cuadrangular. |
|  | Clasifica a la cuadrangular.                                                                        |
|  | Repesca por el cuarto lugar.                                                                        |
|  | Descendidos.                                                                                        |

## Repesca por el cuarto lugar
| 28 de diciembre de 1986 | Alianza    | 1 - 0 | Luis Ángel Firpo | Estadio Flor Blanca, San Salvador |  |
|                         | Alfaro 83' |       |                  |                                   |  |

## Cuadrangular final
- Todos los encuentros se disputaron en los estadios de San Salvador (Cuscatlán y Flor Blanca).

### Tabla de posiciones
| Pos.         | Equipos        | PJ | PG | PE | PP | GF | GC | Dif. | Pts. |
| ------------ | -------------- | -- | -- | -- | -- | -- | -- | ---- | ---- |
| 1.           | Alianza        | 6  | 5  | 0  | 1  | 13 | 8  | +5   | 10   |
| 2.           | Atlético Marte | 6  | 3  | 1  | 2  | 9  | 8  | +1   | 7    |
| 3.           | Águila         | 6  | 3  | 0  | 3  | 9  | 8  | +1   | 6    |
| 4.           | Once Lobos     | 6  | 0  | 1  | 5  | 7  | 14 | -7   | 1    |
| Cuadrangular | Cuadrangular   | 24 | 11 | 2  | 11 | 38 | 38 | 0    | 24   |

|  |                                                |
|  | Clasificado a partido final por el campeonato. |

### Partidos

#### Primera vuelta
| Jornada 1                         | Jornada 1 | Jornada 1      | Jornada 1   | Jornada 1   |
| Local                             | Resultado | Visitante      | Estadio     | Fecha       |
| --------------------------------- | --------- | -------------- | ----------- | ----------- |
| Águila                            | 1 - 2     | Atlético Marte | Flor Blanca | 11 de enero |
| 11 Lobos                          | 0 - 1     | Alianza        | Flor Blanca | 14 de enero |
| Total de goles: 4 (2 por partido) |           |                |             |             |

| Jornada 2                           | Jornada 2 | Jornada 2      | Jornada 2   | Jornada 2   |
| Local                               | Resultado | Visitante      | Estadio     | Fecha       |
| ----------------------------------- | --------- | -------------- | ----------- | ----------- |
| 11 Lobos                            | 2 - 2     | Atlético Marte | Flor Blanca | 18 de enero |
| Águila                              | 1 - 2     | Alianza        | Flor Blanca | 22 de enero |
| Total de goles: 7 (3.5 por partido) |           |                |             |             |

| Jornada 3                         | Jornada 3 | Jornada 3      | Jornada 3   | Jornada 3   |
| Local                             | Resultado | Visitante      | Estadio     | Fecha       |
| --------------------------------- | --------- | -------------- | ----------- | ----------- |
| Alianza                           | 2 - 1     | Atlético Marte | Flor Blanca | 25 de enero |
| Águila                            | 1 - 0     | 11 Lobos       | Flor Blanca | 25 de enero |
| Total de goles: 4 (2 por partido) |           |                |             |             |

#### Segunda vuelta
| Jornada 4                          | Jornada 4 | Jornada 4 | Jornada 4 | Jornada 4    |
| Local                              | Resultado | Visitante | Estadio   | Fecha        |
| ---------------------------------- | --------- | --------- | --------- | ------------ |
| Atlético Marte                     | 2 - 1     | Águila    | Cuscatlán | 1 de febrero |
| Alianza                            | 5 - 3     | 11 Lobos  | Cuscatlán | 1 de febrero |
| Total de goles: 12 (6 por partido) |           |           |           |              |

| Jornada 5                           | Jornada 5 | Jornada 5 | Jornada 5 | Jornada 5    |
| Local                               | Resultado | Visitante | Estadio   | Fecha        |
| ----------------------------------- | --------- | --------- | --------- | ------------ |
| Alianza                             | 1 - 2     | Águila    | Cuscatlán | 8 de febrero |
| Atlético Marte                      | 2 - 0     | 11 Lobos  | Cuscatlán | 8 de febrero |
| Total de goles: 5 (2.5 por partido) |           |           |           |              |

| Jornada 6                           | Jornada 6 | Jornada 6 | Jornada 6 | Jornada 6     |
| Local                               | Resultado | Visitante | Estadio   | Fecha         |
| ----------------------------------- | --------- | --------- | --------- | ------------- |
| Atlético Marte                      | 0 - 2     | Alianza   | Cuscatlán | 15 de febrero |
| 11 Lobos                            | 1 - 3     | Águila    | Cuscatlán | 15 de febrero |
| Total de goles: 7 (3.5 por partido) |           |           |           |               |

## Final
| 1          | POR        | Raúl Chamagua         |  |
| 5          | DEF        | Carlos Medrano        |  |
| 6          | DEF        | Óscar Rodríguez       |  |
| 7          | DEF        | Antonio García Prieto |  |
| 12         | DEF        | Jorge Orantes         |  |
| 11         | MED        | Hernán Sosa           |  |
| 21         | MED        | Juan Ramón Pacheco    |  |
| 22         | MED        | Carlos Reyes          |  |
| 10         | DEL        | Joaquín Canales       |  |
| 16         | DEL        | Julio Palacios Lozano |  |
| 20         | DEL        | Rubén Alonso          |  |
| Entrenador | Entrenador | Ricardo Sepúlveda     |  |

| 1          | DEF        | Alcides Caballero       |  |
| 2          | DEF        | Mario Castillo          |  |
| 3          | DEF        | Fredy Orellana          |  |
| 4          | DEF        | Juan Carlos Carreño     |  |
| 25         | DEF        | Carlos Coreas           |  |
| 8          | MED        | Ramón Maradiaga         |  |
| 6          | MED        | Eduardo Santana         |  |
| 10         | MED        | Luis Ramírez Zapata     |  |
| 12         | MED        | Dagoberto López         |  |
| 9          | DEL        | Ned Barbosa             |  |
| 11         | DEL        | Salvador Coreas         |  |
| Entrenador | Entrenador | Hernán Carrasco Vivanco |  |

| 3  | DEL | Óscar Biegler  | Entró |
| 13 | DEL | Rodolfo Alfaro | Entró |

| 21 | DEF | Julio Herrera | Entró |

| Rubén Alonso        | Fallo de penal   | 0:0 |                  |                     |
|                     |                  | 0:0 | Fallo de penal   | Ned Barbosa         |
| Rodolfo Alfaro      | Acierto de penal | 1:0 |                  |                     |
|                     |                  | 1:1 | Acierto de penal | Juan Carlos Carreño |
| Hernán Sosa         | Acierto de penal | 2:1 |                  |                     |
|                     |                  | 2:1 | Fallo de penal   | Ramón Maradiaga     |
| Juan Ramón Parcheco | Fallo de penal   | 2:1 |                  |                     |
|                     |                  | 2:1 | Fallo de penal   | Salvador Coreas     |
| Carlos Reyes        | Acierto de penal | 3:1 |                  |                     |

| Árbitro | Carlos Ortiz Cardoza |

| Campeón           |
| Alianza 3° Título |